# Hamadryas glauconome
Hamadryas glauconome är en fjärilsart som beskrevs av Bates 1864. Hamadryas glauconome ingår i släktet Hamadryas och familjen praktfjärilar. Inga underarter finns listade i Catalogue of Life.

## Bildgalleri

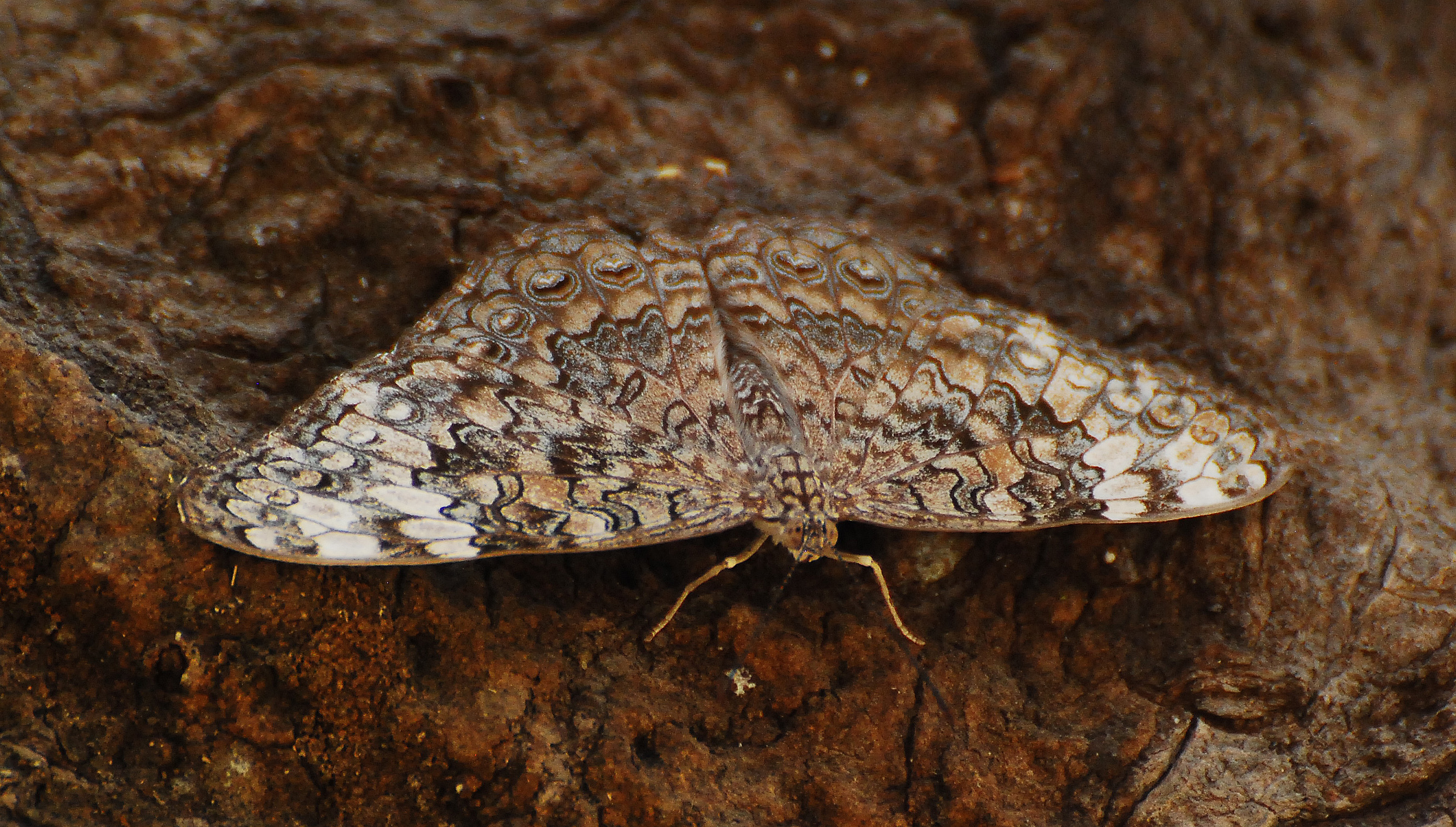